# Margarida de Luxemburgo
Margarida Antonia Maria Felicita (em francês: Margaretha Antonia Marie Félicité; Betzdorf, 15 de maio de 1957) é uma princesa de Luxemburgo, segunda filha do grão-duque João de Luxemburgo, e de sua esposa, a princesa Josefina Carlota da Bélgica. Margarida é a esposa do príncipe Nicolau de Liechtenstein.
Margarida é gêmea com o príncipe João, e seus padrinhos são: o príncipe Felix de Parma e a princesa Margarida da Suécia, neta de Óscar II.
A princesa Margarida estudou em Luxemburgo, na Bélgica, no Reino Unido e nos Estados Unidos.

## Casamento e Descendência
Em 20 de março de 1982, casou-se com o príncipe Nicolau de Liechtenstein, na Catedral de Notre-Dame em Luxemburgo. Tiveram quatro filhos:
- Leopoldo Emanuel Jean de Liechtenstein, nascido e morto em 20 de maio de 1984 em Bruxelas.
- Maria-Anunciata Astrid Joséphine Veronica de Liechtenstein, nascida em 12 de maio de 1985 (39 anos), em Bruxelas.
- Maria-Astride Nora Margarita Veronica de Liechtenstein, nascida em 26 de junho de 1987 (37 anos), em Bruxelas.
- José Emanuel Leopold Marie de Liechtenstein, nascido em 7 de maio de 1989 (35 anos).

## Títulos e estilos
- 15 de maio de 1957 – 20 de março de 1982: Sua Alteza Real, a Princesa Margarida de Luxemburgo, Princesa de Nassau, Princesa de Parma
- 20 de março de 1982 – até o momento: Sua Alteza Real, a Princesa Margarida de Liechtenstein, Princesa de Luxemburgo, Princesa de Nassau, Princesa de Parma, Condessa de Rietberg